# Gibert Jeune
Gibert Jeune è una catena di librerie e cartolerie con sede in Francia.

## Storia

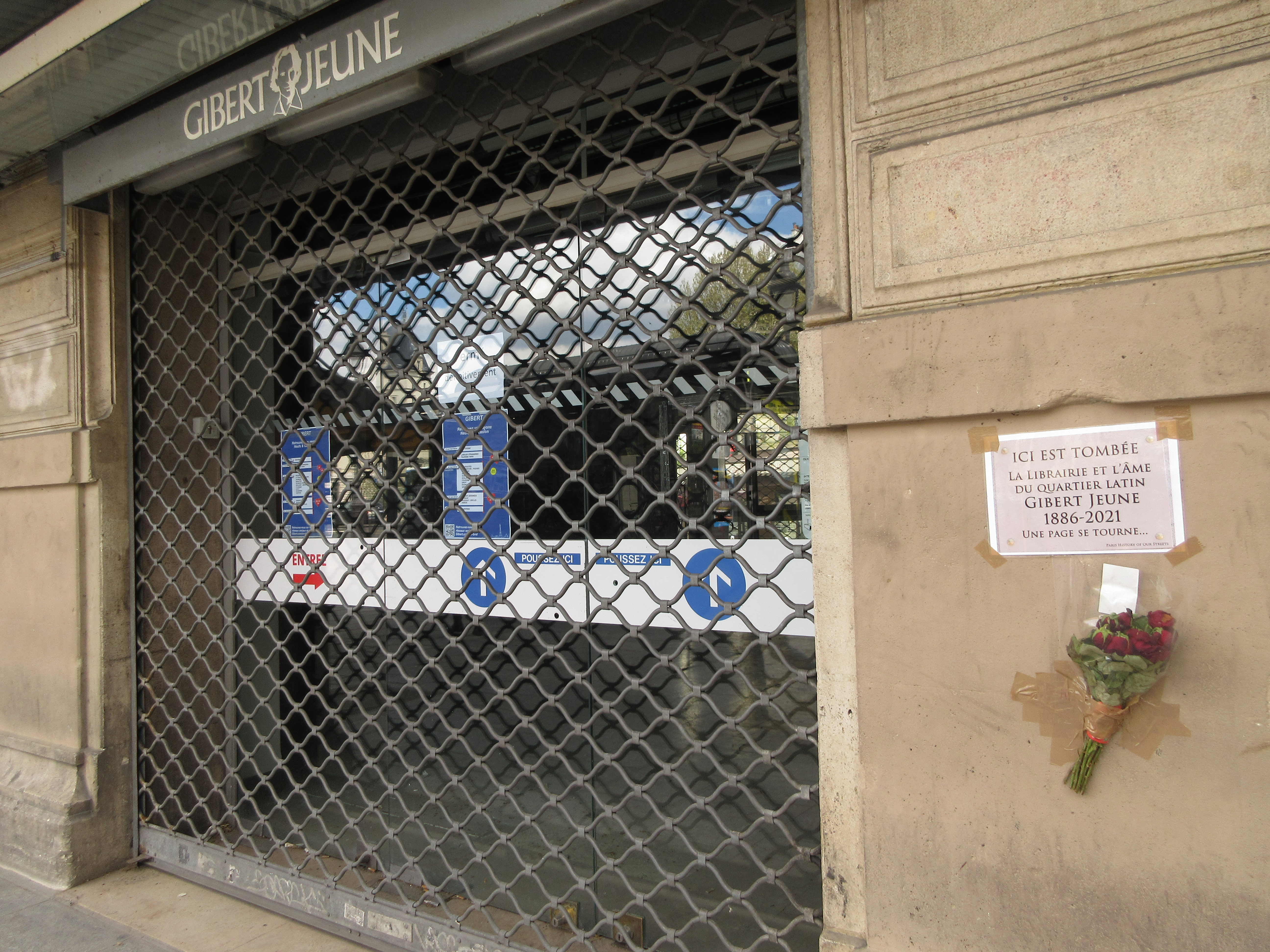
Targa fatta a mano in memoria di Gibert Jeune nel 2021

Nato dalla scissione con Gibert Joseph, il gruppo Gibert Jeune condivide la stessa origine. Due anni dopo il suo arrivo a Parigi nel 1886, Joseph Gibert aprì una libreria sul Boulevard Saint-Michel. Inizialmente era un negozio specializzato nella vendita di libri scolastici usati. Nel 1915, i due figli di Gibert succedono al padre a capo della libreria.
Nel 1929, Joseph Gibert, anziano figlio del fondatore, apre la sua libreria al numero 30 del boulevard (l'attuale cartoleria). Il fratello minore, Regis, conserva la libreria storica, che prende quindi il nome di Gibert Jeune.

### Attentato del 1986
Il 4 febbraio 1986, la libreria Gibert Jeune nel Quartiere Latino è vittima di un attentato terroristico con l'esplosione di una bomba nel seminterrato che causa 5 feriti gravi. L'attentato viene rivendicato dal "Comitato per la solidarietà ai prigionieri politici arabi", organizzazione affiliata a Hezbollah. I vigili del fuoco impiegarono più di tre ore per spegnere l'incendio che seguì l'esplosione. Due minacce di bombe erano state segnalate nella libreria durante le due settimane precedenti l'attentato.

### Acquisizione da parte diGibert Joseph
Nell'aprile 2017, Gibert Jeune e Gibert Joseph si trovano in trattativa circa l'acquisizione della Gibert Jeune, in difficoltà finanziarie, da parte della Gibert Joseph. Il 17 maggio seguente il tribunale del commercio di Parigi sancisce quindi la riunificazione delle due società dopo 88 anni di separazione. Bruno Gibert (presidente della Gibert Jeune) garantì che la fusione non avrebbe comportato alcuna perdita di posti di lavoro o chiusura di punti vendita.

### La chiusura
La libreria Gibert Jeune di Place Saint-Michel, a Parigi, ha chiuso il negozio il 19 marzo 2021.

## Sedi a Parigi
Nell'area metropolitana di Parigi, Gibert Jeune possiede nove sedi con magazzino annesso, specializzati per argomento:
- 23, quai Saint-Michel: Esoterismo
- 27, quai Saint-Michel / 36, rue de la Huchette: Scienze sociali
- 2, place Saint-Michel: La Bourse des livres per il mercato dei libri usati
- 4, place Saint-Michel: Libri per l'infanzia - Fumetti
- 5, place Saint-Michel: Libreria generalista e cartoleria
- 6, place Saint-Michel: Lingue - Libri in lingua originale
- 10, place Saint-Michel: Turismo - Tempo libero - Salute
- 15 bis, boulevard Saint-Denis